# 일본의 휴대전화 문화

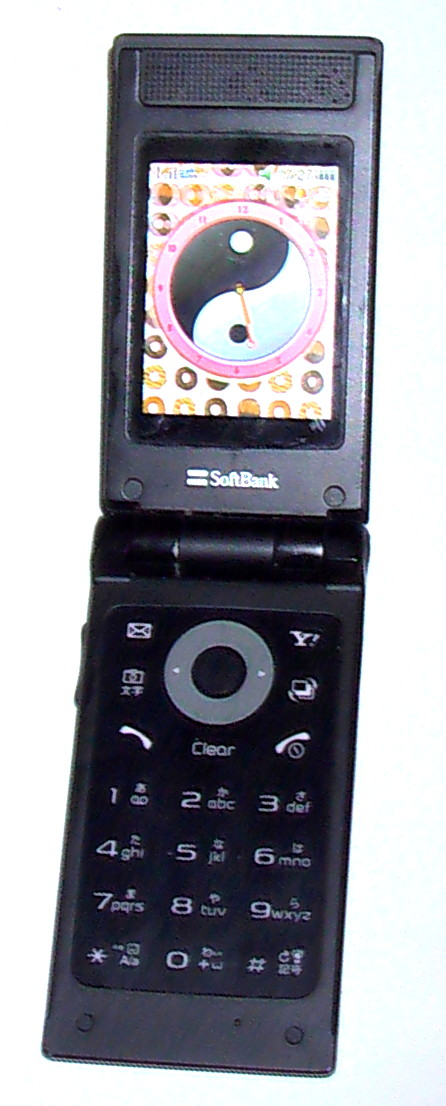
일본의 휴대전화

일본에서는 휴대전화를 ‘게이타이덴와’(일본어: 携帯電話 케이타이덴와[*])라고 부르고 일반적으로 ‘케이타이’라고 부른다. 2008년 일본 내각부에서 조사한 결과 초등학생의 31.3%, 중학생의 57.6%, 고등학생의 96%가 자신의 휴대전화가 있다고 발표하였다. 이것은 인터넷 이용률보다도 높은 비율이다. 하지만 이 학생들이 휴대전화를 지나치게 사용하여 사회문제가 되고 있다. 일본에는 PC방이 별로 없어서 휴대전화로 PC 대응을 할 수 있게 되어 있다. 때문에 일본인들은 자주 휴대전화로 이메일을 보내거나 인터넷 서핑, 쇼핑, 게임 등을 즐긴다. 대한민국에서 휴대전화로 문자 메시지를 많이 보낸다면, 일본에서는 휴대전화로 이메일을 많이 보낸다. 원래 일본에서는 휴대전화 가격이 저렴해서 젊은이들도 쉽게 휴대전화를 소지한다. 게다가 기본료와 통화료가 저렴해서 월 2,000엔 정도로 이용할 수도 있다. 하지만 예를 들어, 라이브벨을 1곡 다운로드한 것만으로도 패킷 통신료가 6,000엔 이상 나오는 경우가 있어 요즘 사람들은 ‘패킷 통신료 사망’(パケ死し)에 빠지곤 한다. 이 용어는 신조어로서, 휴대전화 부가 서비스를 많이 사용하여 패킷 통신료가 많이 나와 ‘지불 곤란’, ‘지불 불능’ 상태를 말한다. 이 때문에 이동통신 회사는 이 ‘패킷 통신료 사망’을 막기 위해 정액제를 도입하였다. 정액제 실시 이후, 파산하는 사람은 줄었지만, 여전히 휴대전화에 의존하는 사람이 많다.

## 같이 보기
- 카메라폰
- 일본의 문화
- 이모지
- 모바일 웹